# 大亀徹
大亀 徹（おおかめ とおる、1951年10月 - ）は、日本の元警視庁警察官。
現在は、サンデー毎日の全国高校別大学合格ランキングを毎年購入し、大学受験雑誌、大学学部別偏差値ランキングを把握し、母校明治大学の教職員、大学関係者、在校生の不甲斐無さを叱咤激励している。

## 人物
1951年(昭和26年)10月、広島県尾道市に生まれる。1969年(昭和44年)3月、広島県立尾道北高等学校卒業。1975年(昭和50年)3月、明治大学農学部農業経済学科卒業。同年3月、警視庁に入り巡査拝命 (麹町署・第八機動隊) 。
上級職等の官僚機構に関する知識がなく、警視庁入庁後に公務員の身分制の壁に強いショックを受け、気力、体力もない東京大学法学部卒のキャリア官僚に伍する方法として、1978年4月、明治大学二部法学部法律学科に学士入学する。この学士入学、編入学、転部試験において、470人中首位の成績だったと、面接官の教授に教えられるが、1979年3月、明治大学二部法学部法律学科は中退する。
1979年(昭和54年)5月、警視庁巡査部長昇任(牛込署・第五機動隊)。1985年(昭和60年)3月、警視庁警部補昇任(日野署・第九方面自動車警ら隊)。1992年(平成4年)3月、警視庁警部昇任(東大和署)。39歳で警部に昇任し、警察署長の椅子を約束されたが、将来を投げ打ち、母校明治大学の発展のために本を出版する。1993年(平成5年)12月、警視庁退職。1994年(平成6年)2月、万田株式会社勤務。
警視庁所轄警察官在職中より、愛する母校明治大学に関する新聞記事、雑誌、書籍に目を通し、1992年2月から1993年2月の1年間に渡って、明治大学学長、理事長、総長、学部長に対して、母校明治大学の現状を憂い『明治大学提言書』を提出する。それらの提言をまとめた書籍『明治大学への手紙 - 母校はどこへ行った』はWAVE出版より出版される。かつては、早慶明と並び称され (そうした事実は実際にはなかったが) 、司法試験合格実績では日本一だった母校明治大学が早稲田大学、慶應義塾大学の後塵を拝する現状を憂い、ましてや上智大学、国際基督教大学、青山学院大学、立教大学などのミッションスクールなどは遥かに明治大学に伝統、実績などに及ぶべくもないという主張を展開する。明治大学は、官学東京大学を近い将来追い越し「明治大学は、日本一の名門校である。」と呼ばれる日が来るであろうという予想願望をもつ。

## 著書
- 『明治大学への手紙 - 母校はどこへ行った』、WAVE出版、1994年3月発行